# Sigurd Jorsalfar
Sigurd Jorsalfar es una suite orquestal de Edvard Grieg.
Grieg compuso originalmente una música de escena para Sigurd Jorsalfar (Sigurd el Cruzado, contando la historia de Sigurd I de Noruega) de Bjørnstjerne Bjørnson. La música fue estrenada al mismo tiempo que la pieza en mayo de 1872 en Oslo (en aquel entonces llamada Cristianía) y constaba de cinco piezas. Grieg publicó sólo tres en una reducción al piano en 1874.
Grieg revisó su música en 1892 y publicó él mismo una suite orquestal en tres movimientos en 1893 con el número de opus 56. Una versión revisada de la partitura para piano de 1874 fue publicada a la vez y era otra edición de las cinco originales. Las tres piezas de la suite para piano son las siguientes:
- I. Preludio (En la gran sala del rey): Allegretto semplice
- II. Intermezzo (El sueño de Borghild): Poco andante - Allegro agitato - Andante espressivo
- III. Marcha de homenaje: Allegro molto - Allegretto marziale